# Yu Song-nyong
Yu Song-nyong (geboren 7. November 1542; gestorben 31. Mai 1607) war ein koreanischer Politiker und Gelehrter der Joseon-Dynastie.

## Leben und Wirken
Yu Song-nyong führte den Alltagsvornamen I-gyeon (而見), sein Künstlername war Seo-ae (西厓) und sein posthumer Name war Mun-chung (文忠). Er war ein Schüler von Toegye Ri-hong (退渓 李滉). Er war sowohl in der Wissenschaft als auch im Verhalten nach der Lehre des Konfuzius hervorragend und erwarb sich den Respekt konfuzianistischer Studenten. Als Regierungsbeamte erreichen die höchste Regierungsebene.
Während des Imjin-Kriegs war er der Premierminister von Joseon und überwachte die militärischen Angelegenheiten. Er setzte Yi Sun-shin, den Feldmarschall Gwol Yul (1537–1599) und andere berühmte Generäle ein und beschäftigte sich mit der Reformierung des Joseon-Feldheeres und ihrer Ausstattung mit modernen Handfeuerwaffen. Zu seinen Werken gehören „Seo-ae jib“ (西厓集) und „Jingbirok“ (懲毖録).